# Prosopis glandulosa
Prosopis glandulosa, llamado comúnmente en Estados Unidos mezquite dulce (honey mesquite), es un árbol de la familia de las leguminosas originario de Norteamérica.

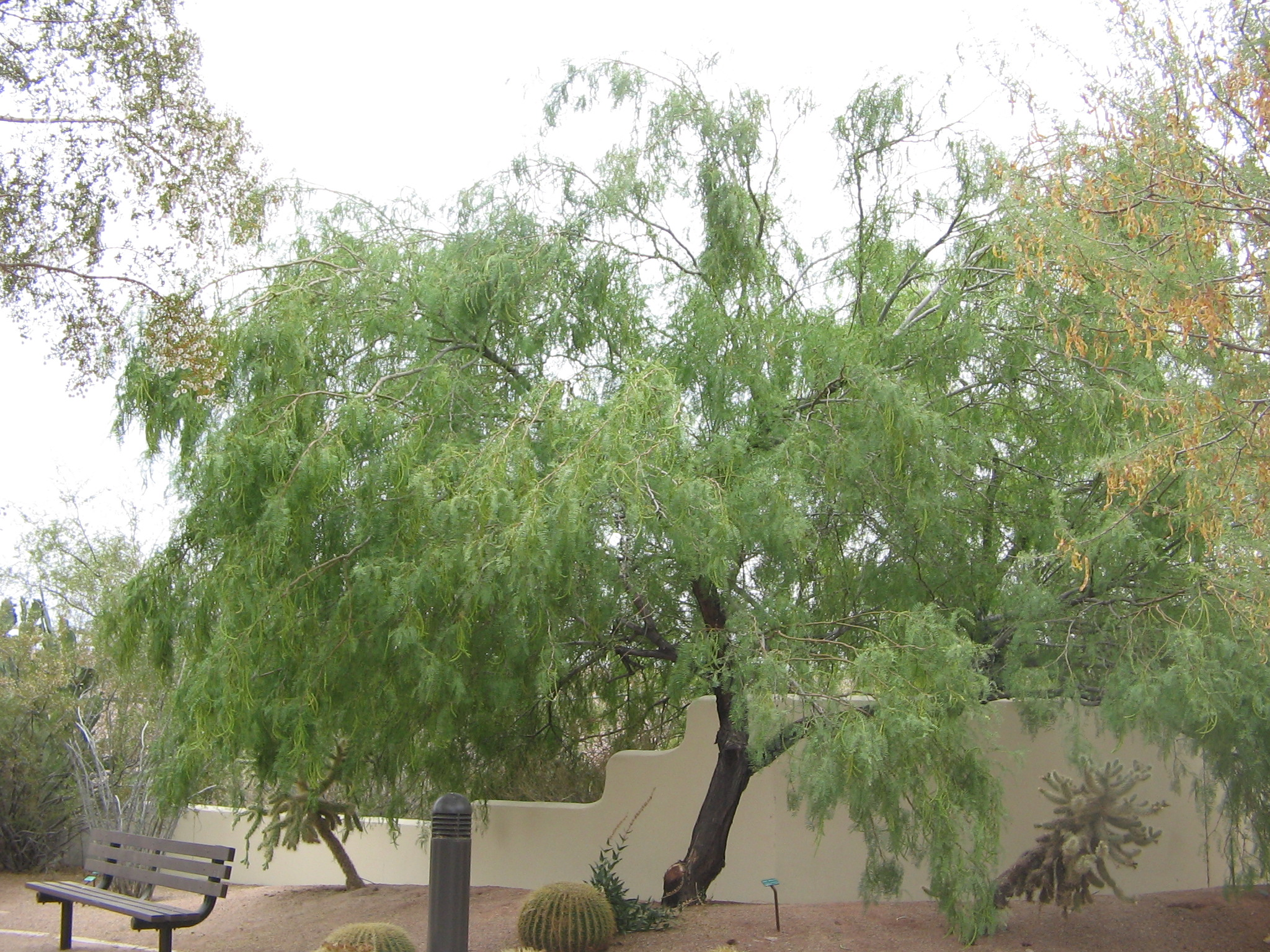
Prosopis glandulosa

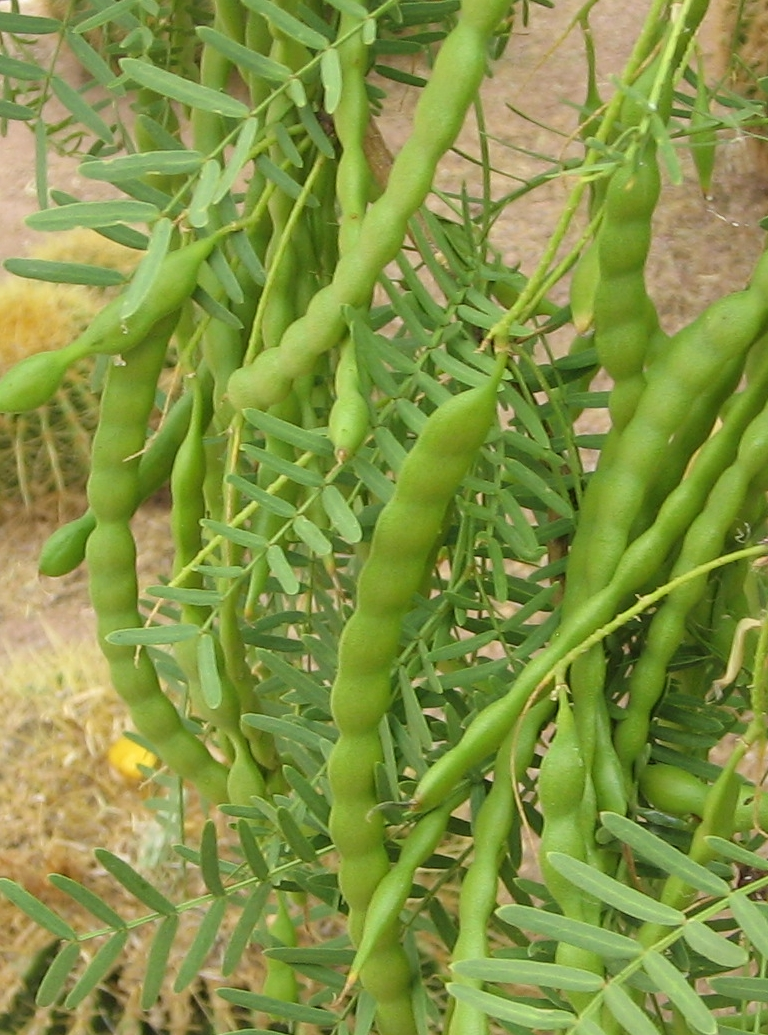
Vainas de Prosopis glandulosa

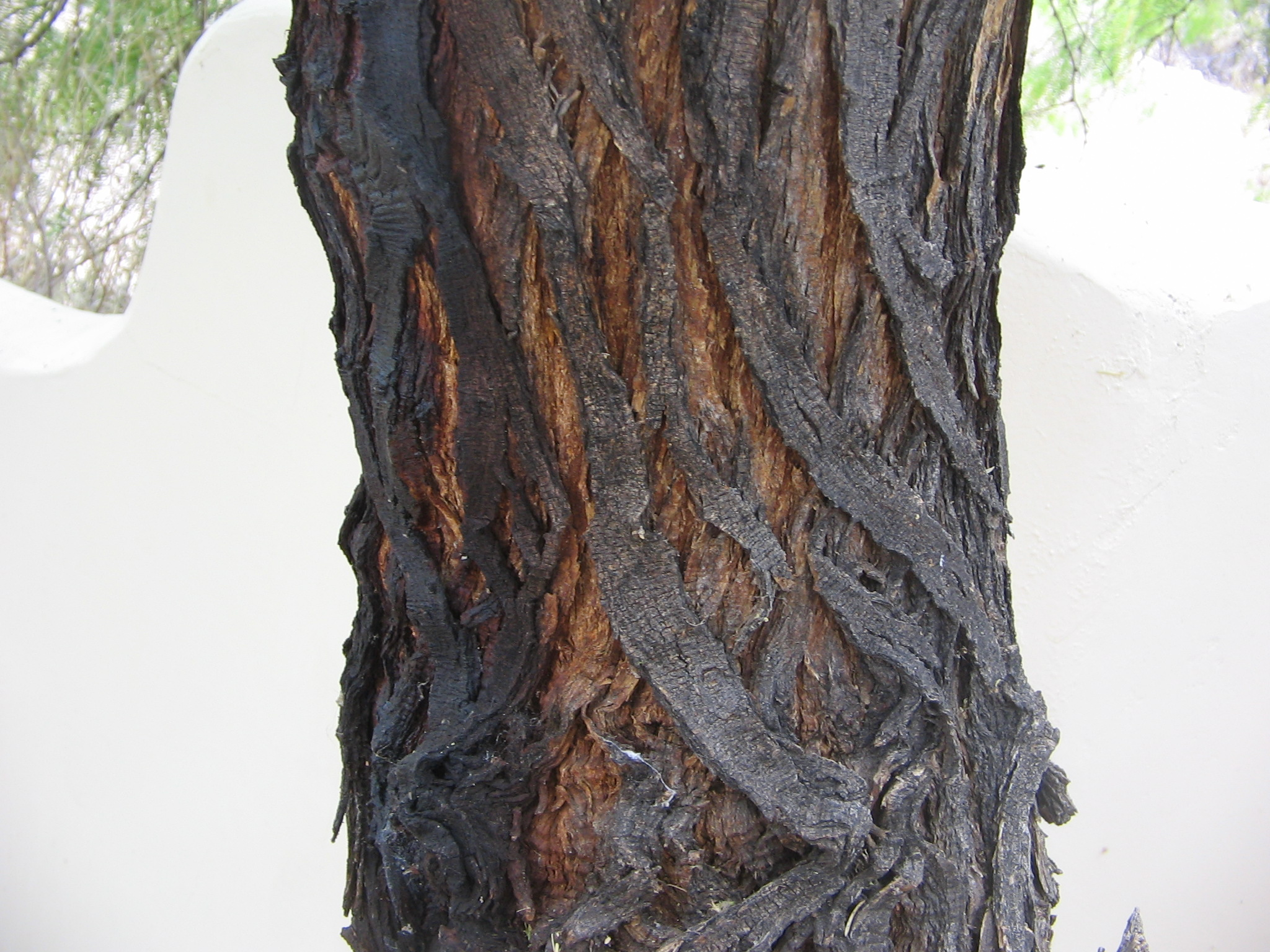
Corteza de Prosopis glandulosa

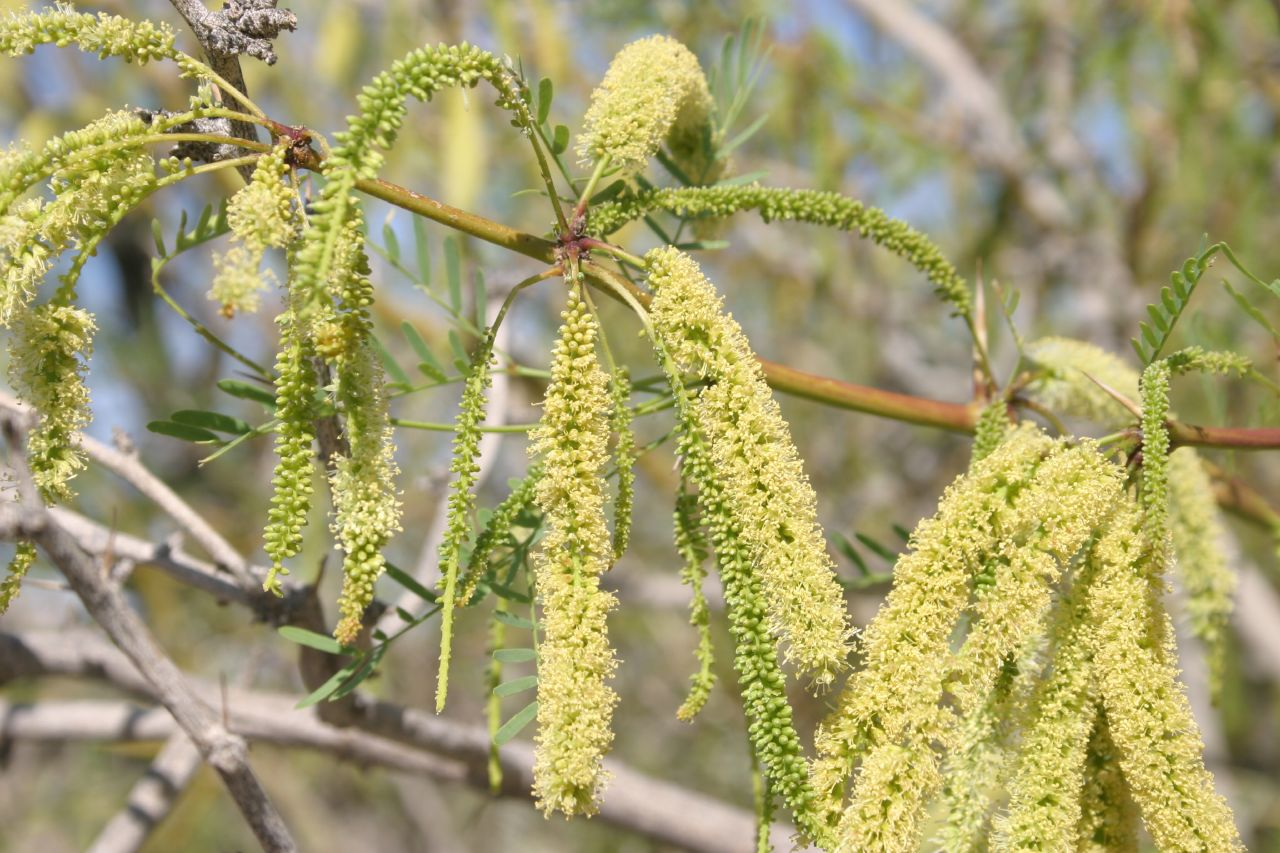
Inflorescencias

## Descripción
Es un árbol mediano a pequeño, con corona redondeada y en cayado, ramas pendientes con follaje ligero, y pares de espinas rectas en ramitas. Normalmente alcanza de 5 a 9 m de altura, pero puede llegar a medir 14 m. Florece de marzo a noviembre, con espigas pálidas, amarillas y elongadas, y frutos en vainas amarillas, comestibles por muchas especies de animales salvajes. La velocidad de crecimiento de este mezquite es mediana.

## Propiedades
Esta variedad de mezquite, conocida como haas [ʔaːs] por el pueblo seri del noroeste de México, fue muy importante para uso alimentario y otros. Los seris tienen nombres específicos para varios estadios de crecimiento de la vaina del mezquite. Su aromático carbón vegetal añade sabor a las barbacoas por lo que es muy apreciado en los Estados Unidos.

## Distribución
Aunque es nativo del sudoeste de EE. UU. y norte de México, ha sido introducido en al menos seis otros países. Está incluido en la lista 100 de las especies exóticas invasoras más dañinas del mundo de la Unión Internacional para la Conservación de la Naturaleza.

## Taxonomía
Prosopis glandulosa fue descrita por John Torrey y publicado en Annals of the Lyceum of Natural History of New York 2: 192–193, pl. 2. 1827.
Etimología
Prosopis: nombre genérico otorgado en griego para la bardana, pero se desconoce por qué se aplica a esta planta.
glandulosa: epíteto latíno que significa "con glándulas"
Sinonimia
- Algarobia glandulosa (Torr.) Cooper
- Neltuma constricta (Sarg.) Britton & Rose
- Neltuma glandulosa (Torr.) Britton & Rose
- Neltuma neomexicana Britton
- Prosopis chilensis var. glandulosa (Torr.) Standl.
- Prosopis juliflora var. constricta Sarg.
- Prosopis juliflora var. glandulosa (Torr.) Cockerell
- Prosopis odorata Torr. & Frém.[3]